# Lagidium viscacia cuvieri
La vizcacha de la sierra o chinchillón (Lagidium viscacia cuvieri) es una de las subespecies en que se subdivide la especie Lagidium viscacia, un roedor de la familia de las chinchillas. Se distribuye en el centro-oeste de Sudamérica.

## Taxonomía
Descripción original
Este taxón fue descrito originalmente como una especie plena en el año 1833, por el médico, zoólogo y escritor inglés Edward Turner Bennett, bajo la combinación científica de Lagotis cuvieri.
En el año 1843, Wagner la transfirió al género Lagidium (Lagidium cuvieri). En el año 1907, el mastozoólogo británico Michael Rogers Oldfield Thomas la transfirió al género Viscaccia (Viscaccia cuvieri).
En el año 1935, G. Tate la transfiere nuevamente a "Lagidium" y la rebaja a subespecie: Lagidium viscaccia cuvieri, con incorrecto nombre específico.
Localidad tipo
La localidad tipo es desconocida, ambiguamente se indicó: “Peruvianí”; el propio Bennett señaló: 

“Comprada en junio de 1832 a un distribuidor, que era completamente ignorante de la localidad donde se obtuvo originalmente”.

 En el año 1943 fue restringida por Osgood a «Tarapacá, Chile», sobre la base de información suministrada por el mastozoólogo británico Michael Rogers Oldfield Thomas. 
Etimología
Etimológicamente, el término subespecífico cuvieri es un epónimo que refiere al apellido de la persona a quien fue dedicada, el naturalista francés Georges Léopold Chrétien Frédéric Dagobert Cuvier.

## Distribución
Esta subespecie se distribuye de manera endémica en el altiplano andino del sudeste del Perú, el centro-oeste de Bolivia y el nordeste de Chile.

### Geonemia en Bolivia
En Bolivia habita en la región altiplánica occidental, en la mitad sur y sudoeste del departamento de La Paz y en el noroeste del departamento de Oruro.
En La Paz
- 1 km al oeste del paso entre Antoquilla y Pelechuco,
- Lago Katantica,
- Lago Cololo,
- Ulla Ulla,
- Laguna Saracoche,
- 16 a 24 km al norte de Achacachi,
- Lago Titicaca
- Mina Alaska
- La Cumbre,
- Oeste de la ciudad de La Paz
- Cordilleras de La Paz,
- Barrio de La Paz, Salla
- Estación Pérez, provincia de Pacajes
- Límite entre Bolivia, Chile y Perú,
- Esperanza, Sajania

En Oruro
- Nevado Sajama,
- Parque nacional Sajama
- Estancia Agua Rica, 40 km al este y 22 km al sur de Sajama.

### Geonemia en Chile
En Chile se distribuye en áreas montañosas andinas del extremo norte, desde las regiones de Arica y Parinacota y Tarapacá, hasta el norte de Antofagasta, con registros en el salar de Surire, y entre Copacoya y Inacaliri, Tarapacá.

### Geonemia en el Perú
En el Perú habita en la provincia de Tacna.

## Características
Este taxón es un roedor bastante grande, aunque menor a otras subespecies más australes; la longitud total oscila entre 565 a 649 mm. La cabeza es corta y redondeada, posee grandes ojos oscuros y orejas siempre erectas y bien largas. A ambos lados del hocico exhibe muy largas vibrisas, rígidas, oscuras, las que apuntan hacia abajo y hacia atrás. 
Posee un pelaje suave, denso y lanoso. Contrasta con el color dorsal una línea longitudinal vertebral de color rojiza o nogal.
Todas sus extremidades tienen 4 dedos; las almohadillas plantares son las únicas zonas desnudas de pelaje de todo su cuerpo. Las anteriores son más cortas, y sus débiles uñas no le sirven para cavar. Las posteriores son mayores y cuentan con fuerte musculatura y largos pies, que le permite escapar de sus predadores saltando entre las rocas. Los pelos de los pies son grises.
La cola es alargada y está cubierta por pelos largos, los que en su parte dorsal muestran mayor longitud y rigidez. Normalmente, la cola se encuentra doblada hacia arriba; solamente la libera de esa posición cuando se desplaza entre las rocas, en razón de que cumple una función de balance para mantener la estabilidad durante sus grandes saltos.

## Historia natural
Muchos de los aspectos de su historia de vida se conocen poco o aún son especulativos, por lo que mayores estudios científicos se necesitan. 
Hábitat
Esta subespecie vive en altitudes elevadas alcanzando los 4800 m s. n. m.. Sus hábitats característicos siempre poseen abundantes rocas y vegetación no arbórea, rala, incluso desértica; especialmente prefieren acantilados, bardas aisladas, roquedales de cañadones y fuertes pendientes y enclaves rocosos que emergen de altiplanicies, siempre en ambientes agrestes.
Hábitos
Posee hábitos diurnos, con mayor actividad en las primeras y últimas horas del día. Es de costumbres gregarias, viviendo en grupos familiares o colonias. Cada individuo o pareja defiende un pequeño territorio, el cual se centra en la grieta entre las rocas que utilizan como guarida y una superficie de su derredor, la que incluye un área con tierra suelta que es empleada como revolcadero para empolvar su pelaje con el objetivo de que este conserve sus cualidades aislantes. También suele contar con una plataforma rocosa o balcón de descanso, donde toma baños de sol y sobre el cual la pareja realiza entre sí sesiones de espulgamiento y acicalamiento. Para mantenerse comunicados o alertar la presencia de posibles predadores, emiten una serie de sonidos de contacto y alarma.
Dieta y depredadores
Se alimenta solamente de vegetales, en especial de gramíneas. Durante el invierno no hibernan; frente a temporadas de frío riguroso pueden descender altitudinalmente buscando mejores condiciones de vida.
Entre sus posibles predadores se encontrarían el puma (Puma concolor), el zorro colorado andino o culpeo (Lycalopex culpaeus andinus) y grandes aves rapaces de hábitos diurnos, en especial el águila mora (Geranoaetus melanoleucus).
Reproducción
Se conoce muy poco de sus hábitos de cría. La temporada reproductiva abarcaría desde la primavera hasta el fin del verano. La hembra podría ser poliéstrica, pudiendo parir 2 o 3 veces cada año, si las condiciones le son propicias. Luego de un periodo de gestación de entre 120 y 140 días, dentro de su refugio entre las rocas da a luz a una única cría (raramente 2), la que ya nace con buen desarrollo, los ojos abiertos y la capacidad de complementar con vegetales la lactancia materna, la cual dura unos 60 días. Al llegar su peso a 1 kg, alcanza su madurez sexual, esto ocurre entre los 7 y los 12 meses de vida.
Conservación
Su captura por los humanos fue mayor en el pasado. Es cazada solo localmente, para aprovechar su carne y, en menor medida, su piel, de escaso valor comercial ya que la pelecha continuada de su pelaje hace que en todos los meses del año su piel no sea apta para un aprovechamiento industrial. Al poseer un hábitat poco utilizable desde el punto de vista agropecuario, no ha sido alterado, por lo cual el estado de conservación de sus poblaciones no presentaría problemas.